# Battaglia di Hanover Court House
La battaglia di Hanover Court House, anche nota come battaglia della Slash Church, ebbe luogo il 27 maggio 1862, nella Contea di Hanover, nell'ambito della Campagna Peninsulare della guerra di secessione.
Il 27 maggio, alcuni elementi del V Corps (ACW) del generale Fitz John Porter, si spostarono a nord per proteggere il fianco destro dell'Armata del Potomac comandata dal generale dell'Unione George B. McClellan. L'obbiettivo di Porter era di venire a contatto con i Confederati vicino a Hanover Court House, che minacciavano la strada dalla quale arrivavano i rinforzi che stavano marciando a sud provenienti da Fredericksburg. La piccola forza Confederata, sotto il comando del colonnello Lawrence O'Bryan Branch, venne sconfitta a Peake's Crossing dopo un combattimento caotico. La vittoria dell'Unione, venne discussa comunque, per il fatto che i rinforzi vennero richiamati a Fredericksburg su richiesta del generale Nathaniel Banks in marcia nella Shenandoah Valley alla Prima battaglia di Winchester.

## Antefatto
Il generale Confederato Joseph E. Johnston ritirò i suoi 60 000 uomini dalla Virginia Peninsula quando l'armata di McClellan lo inseguì e giunse nella capitale Confederata Richmond. La linea difensiva di Johnston divenne il fiume James a Drewry's Bluff, sito della recente vittoria navale Confederata, e si snodò in senso antiorario verso il Chickahominy River, una barriera naturale in primavera quando trasformava in paludi le grandi praterie ad est di Richmond. Gli uomini di Johnston bruciarono la maggior parte dei ponti sul Chickahominy e si accamparono in posizioni difensive a nord e ad est della città. McClellan posizionò il suo esercito di 105 000 uomini concentrandosi sul settore di nord-est, per due ragioni. Prima, il fiume Pamunkey che corre impetuoso parallelo al Chickahominy offriva una via di comunicazione che poteva consentire a McClellan di raggiungere il fianco sinistro dello schieramento di Johnston. Secondo, McClellan anticipò l'arrivo del I Corps (ACW) al comando del generale Irwin McDowell, programmato per marciare a sud da Fredericksburg per rinforzare il suo esercito, poiché aveva bisogno di proteggere la via di approccio.
     Confederati
     Unione

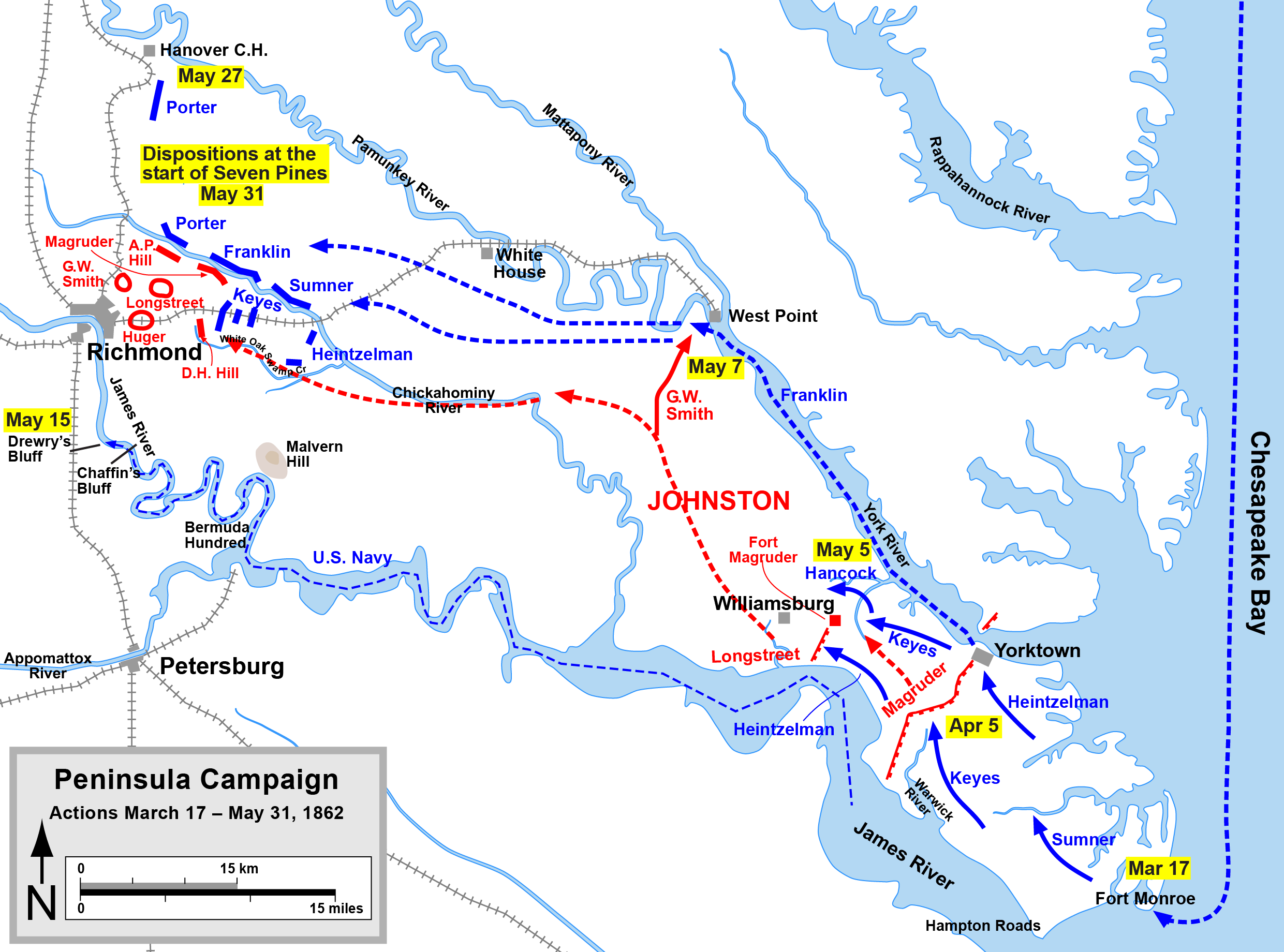
Campagna Peninsulare, mappa degli eventi della battaglia di Seven Pines.
Confederati
Unione

L'Armata del Potomac si spinse lentamente sul Pamunkey, stabilendo basi di rifornimento a Eltham's Landing, Cumberland Landing, e White House Landing. White House, la piantagione di W.H.F. "Rooney" Lee, figlio del generale Robert E. Lee, divenne la base operativa di McClellan. Usando la Richmond and York River Railroad, McClellan avrebbe potuto portare la sua artiglieria pesante d'assedio alla periferia di Richmond. Egli si mosse intenzionalmente con lentezza, reagendo al servizio di informazioni lacunoso che lo aveva indotto a credere che i Confederati lo superavano in numero significativamente. Dalla fine di maggio, l'esercito aveva costruito ponti attraverso il Chickahominy e stava affrontando Richmond, dividendo le sue forze in modo da destinarne un terzo sulla riva sud del fiume ed i due terzi sulla riva nord. Questa disposizione che gli rese difficile poter rinforzare rapidamente una parte del suo esercito spostando le truppe da una riva all'altra del fiume secondo necessità, si sarebbe rivelata un problema significativo nell'imminente battaglia di Seven Pines.
Mentre si verificavano delle schermaglie fra le armate contrapposte lungo tutta la linea, McClellan seppe da un civile della Virginia che una forza di Confederati di 17 000 uomini era in movimento verso Hanover Court House, a nord di Mechanicsville. Se questo fosse stato vero, avrebbe minacciato il fianco destro dell'esercito e complicato l'arrivo dei rinforzamenti di McDowell. Una ricognizione della cavalleria dell'Unione appurò la forza del nemico in 6 000 uomini, ma era ancora causa di preoccupazione. McClellan ordinò al suo intimo amico generale Fitz John Porter, comandante del recentemente formato V Corps (ACW), di occuparsi della minaccia.
Porter partì per la sua missione alle 4,00 del 27 maggio con la sua 1st Division, la 3rd Brigade of Brig comandata dal generale George W. Morell, la 2nd Division, comandata dal colonnello Gouverneur K. Warren, ed una composita brigata di cavalleria e artiglieria comandata dal generale William H. Emory, ovvero circa 12 000 uomini. Le forze Confederate, stimate in circa 4 000 uomini, erano comandate dal colonnello Lawrence O'Bryan Branch, e comprendevano i reggimenti 18th, 28th, e 38th North Carolina Infantry, ed il 45th Georgia Infantry. Essi erano partiti da Gordonsville per proteggere la Virginia Central Railroad, prendendo posizione a Peake's Crossing, 6 chilometri a sud-ovest di Slash Church. Un'altra brigata Confederata era ferma 15 chilometri a nord di Hanover Junction.

## Battaglia
Gli uomini di Porter si avvicinarono Peake's Crossing sotto una pioggia battente. A circa mezzogiorno del 27 maggio, il suo nucleo principale, il 25th New York Infantry, incontrò il colonnello James H. Lane al comando del 28th North Carolina in perlustrazione di ricognizione alla fattoria posseduta dal Dott. Thomas H. Kinney. I newyorchesi, assieme al 1st U.S. Sharpshooters condussero una serie di scaramucce con i Confederati finché vennero raggiunti dal corpo principale di Porter. Porter si mise all'inseguimento con la maggior parte della sua forza, lasciando tre reggimenti (il 2nd Maine, il 44th New York, ed il decimato 25th New York), sotto il comando del generale John H. Martindale, per proteggere l'intersezione fra il New Bridge e Hanover Court House Roads, circa 1,5 chilometri dalla fattoria di Kinney. Questo movimento espose la retroguardia di Porter ad essere attaccata dalla massa della forza di Branch, che Porter aveva erroneamente pensato fosse Hannover Court House.
Branch commise poi l'errore di valutare che le forze di Porter fossero significativamente minori di quelle che in realtà erano. Il colonnello Charles C. Lee condusse il suo reggimento, il 37th North Carolina, insieme al 18th North Carolina ed a due cannoni dalla Latham's Battery. Un assalto iniziale del 18th fu respinto, ma quando il 37th si ricongiunse, la forza di Martindale fu pressoché distrutta dal fuoco pesante. Il 44th New York perse il 25% dei suoi effettivi e la bandiera di battaglia ricevette 44 fori di pallottola.
Quando i messaggeri portarono a Porter la notizia dello scontro, egli informò velocemente il 9th Massachusetts ed il 62nd Pennsylvania di andare a Kinney Farm. La linea dei Confederati cedette sotto il peso di migliaia di nuovi uomini e dovette indietreggiare via Peake's Crossing fino ad Ashland.

## Conseguenze
Il generale McClellan proclamò che Hanover Court House era un'altra "gloriosa vittoria su forze nemiche preponderanti" ed aggiunse che era stata "una delle cose più belle della guerra." Comunque, la realtà fu che forze preponderanti (Unione) vinsero la battaglia con un combattimento disordinato, caratterizzato da errori da entrambi i lati. Il fianco destro dell'esercito dell'Unione rimase al sicuro, anche se tecnicamente i Confederati a Peake's Crossing non intesero minacciarli. Ed il Corpo di McDowell non ebbe bisogno delle sue strade tenute libere perché non arrivò mai; la sconfitta delle forze dell'Unione alla prima battaglia di Winchester da parte di Stonewall Jackson nella valle di Shenandoah determinò l'amministrazione di Lincoln a richiamare McDowell a Fredericksburg. Le stime delle perdite dell'Unione variano da 355 (62 uccisi, 233 feriti, 70 catturati) a 397. I Confederati lasciarono 200 morti sul campo e 730 furono catturati dalla cavalleria di Porter.
Un più grande impatto che gli incidenti attuali, secondo lo storico Stephen W. Sears, fu l'effetto sulla preparazione di McClellan per la prossima battaglia, a Seven Pines e Fair Oaks quattro giorni più tardi. Durante l'assenza di Porter, McClellan era riluttante a trasportare la maggior parte dei suoi effettivi a sud del Chickahominy, facendo del suo fianco sinistro un obiettivo più attraente per Johnston.